# Загальноосвітня школа № 14 (Кременчук)
Кременчу́цька ЗОШ І—ІІІ ступені́в № 14 — колишня загальноосвітня школа І—ІІІ ступенів № 14. Межувала з ліцеєм № 11, від якого відділена парканом. Будівля типового проєкту № 111, є пам'яткою архітектури.

## Історія
Після 2012–2013 навчальному року рішенням міської влади діяльність школи було зупинено. Останнього семестру у школі навчались лише два класи — випускні 9-й та 11-й. Інші учні були переведені до шкіл, що розташовуються поблизу: 7 класів — до школи № 20, 2 — до ліцею № 11.
11 липня 2018 року у будівлі колишньої школи №14 запрацював оновлений головний офіс Центру надання адміністративних послуг (ЦНАП).

## Галерея

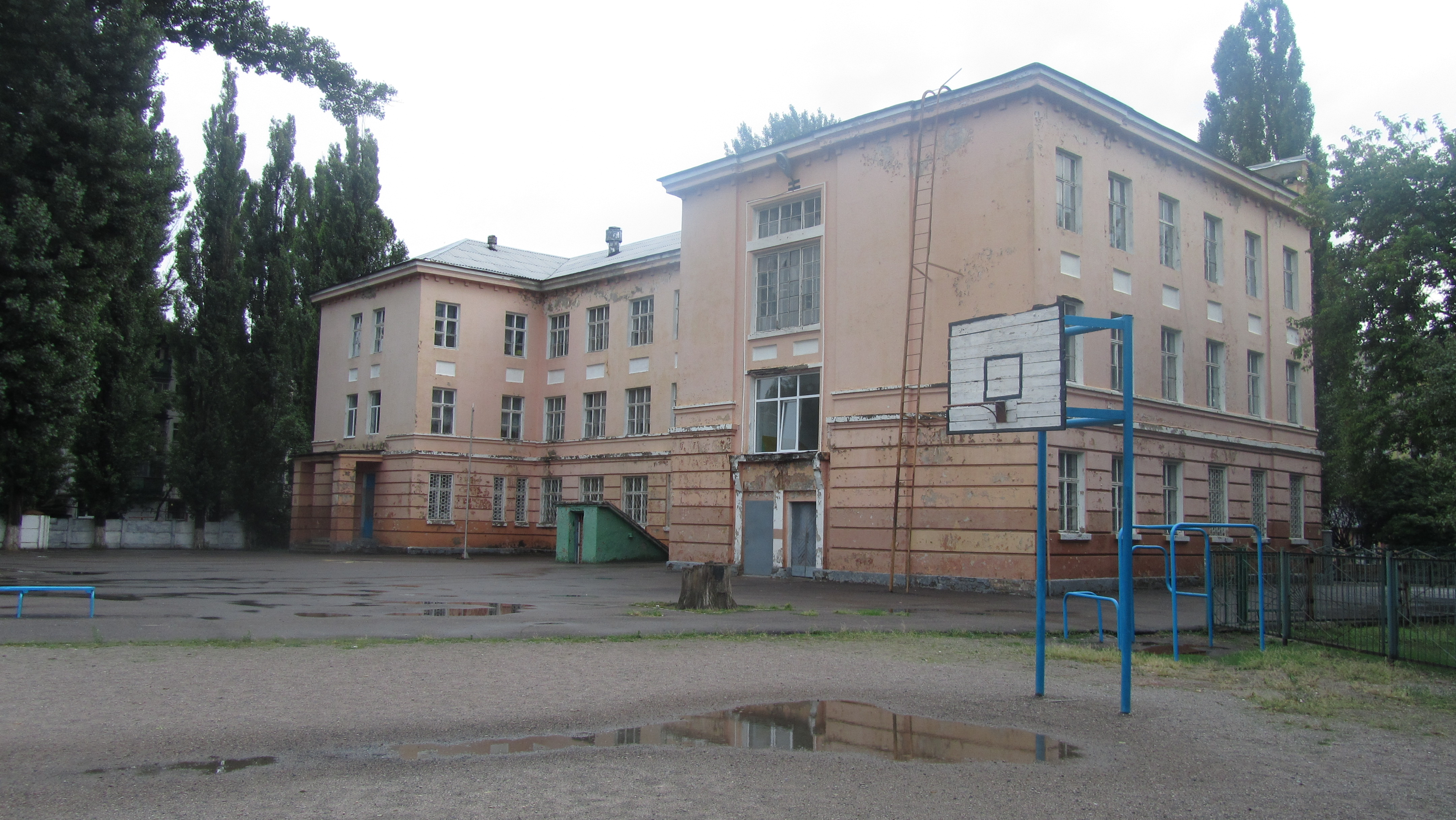
Задній фасад
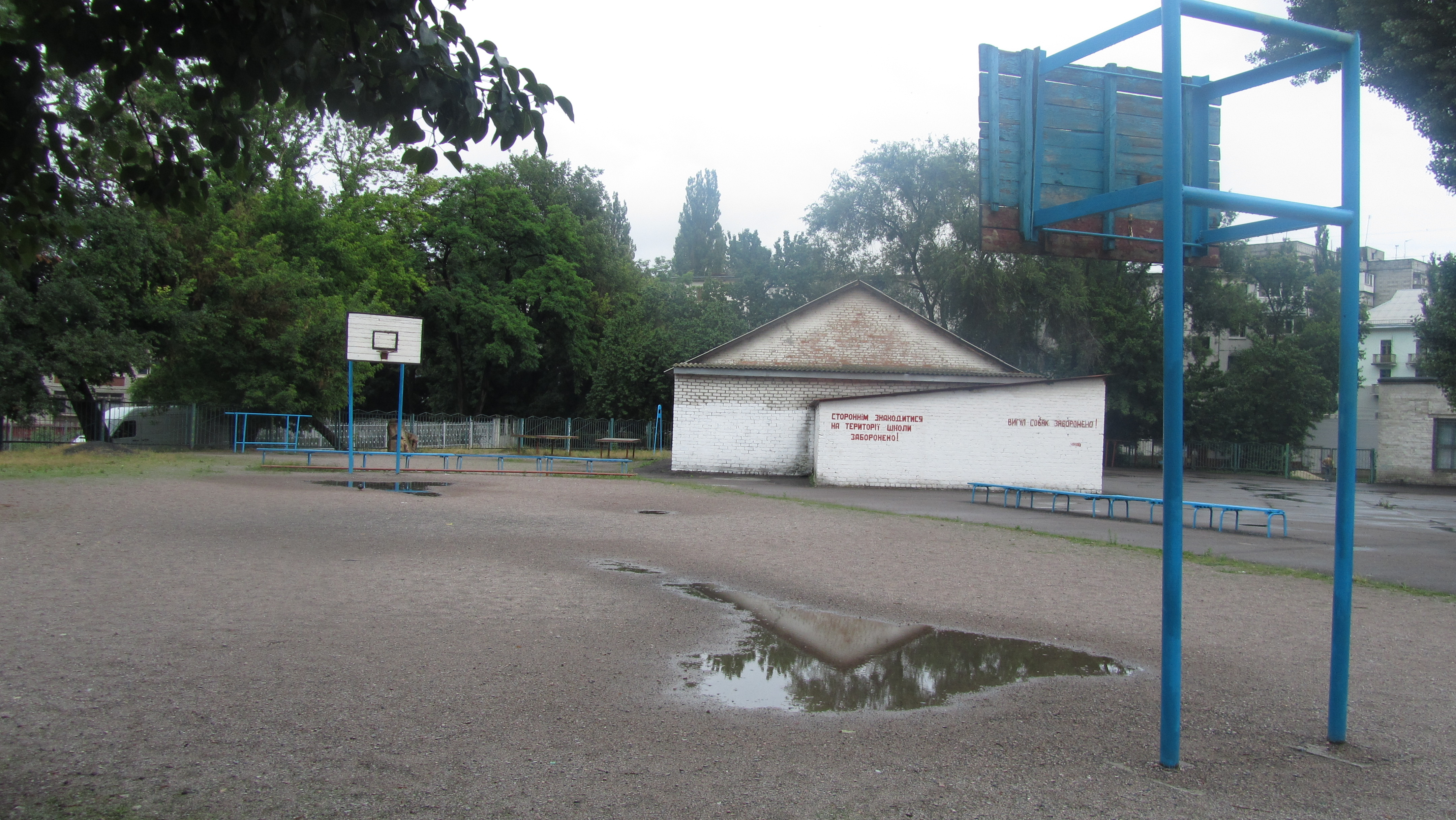
Спортмайданчик на території школи